# Пингиша
Пингиша (Пи́ньгиша) — река в России, протекает по Архангельской области. Устье реки находится в 240 км по правому берегу реки Северная Двина. Длина реки составляет 124 км.
В нижнем течении реки, на её левом берегу находится административный центр Хаврогорского сельского поселения деревня Погост.
В 1967 году на Пингише в старичном торфянике, прорезанном рекой Малой, на глубине около 2,5 метров были обнаружены остатки древних рыболовных сооружений.

## Притоки
- В 22 км от устья, по левому берегу реки впадает река Большая Конокса.
- В 31 км от устья, по левому берегу реки впадает река Кова.
- В 54 км от устья, по левому берегу реки впадает река Лупова.
- В 56 км от устья, по правому берегу реки впадает река Малая.
- В 58 км от устья, по левому берегу реки впадает река Ухваж.
- В 75 км от устья[4], по правому берегу реки впадает река Кривской[3].
- В 85 км от устья, по правому берегу реки впадает река Куваш[4].
- В 111 км от устья, по правому берегу впадает ручей Подковик[4].

## Данные водного реестра
По данным государственного водного реестра России относится к Двинско-Печорскому бассейновому округу, водохозяйственный участок реки — Северная Двина от впадения реки Вага и до устья, без реки Пинега, речной подбассейн реки — Северная Двина ниже места слияния Вычегды и Малой Северной Двины. Речной бассейн реки — Северная Двина.
Код объекта в государственном водном реестре — 03020300412103000033256.